# Баальбекська тераса

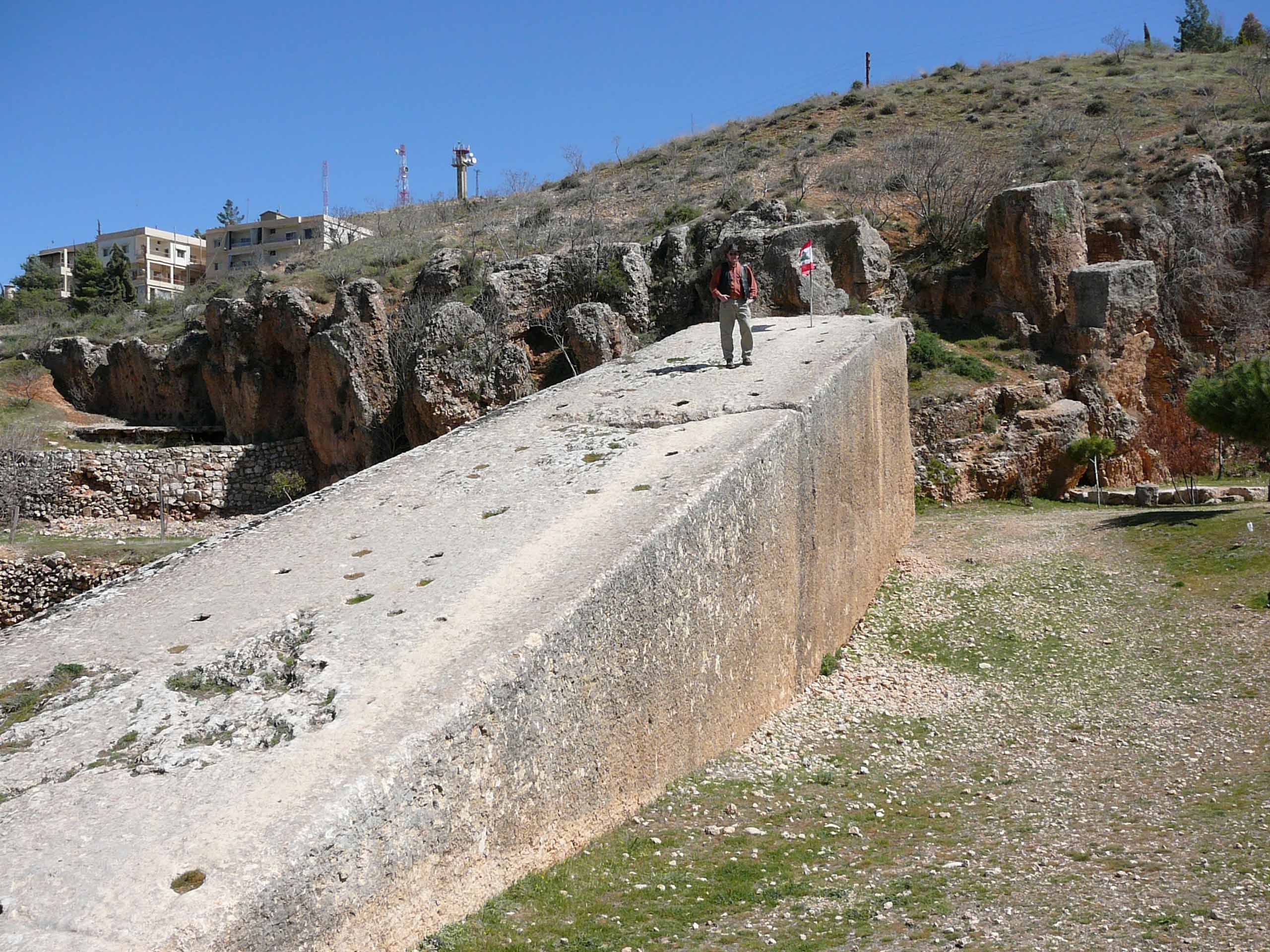
«Південний камінь» — оброблений камінь, що залишився у копальні поблизу тераси.

Баальбекська тераса — руїни стародавніх циклопічних споруд у м. Баальбек в долині Бекаа, поблизу підніжжя Антиліванських гір, за 85 кілометрів на північний схід від Бейруту.

## Загальний опис
Спосіб будівництва тераси до сьогодні залишається для дослідників нез'ясованим.
За розмірами і обсягом робіт Баальбекське святилище — найзначніший храмовий комплекс на Близькому Сході. Він формувався протягом двох тисячоліть: храм прадавнього божества Фінікії Баала (Ваала) — в античні часи Геліополіс (Місто Сонця, XVIII ст. до н. е.) — в епоху римського імператора Августа Баальбек храм Юпітера — у часи Візантійської імперії християнський храм — потім епохи арабського і турецького панування.
Площа Баальбекської тераси становить 49⨯89 метрів. Тераса, на якій споруджений храм Юпітера складається з дев'яти рядів кам'яних блоків-монолітів, кожний розміром від 11⨯4,6х3,3 м (300 тонн) до 19,1⨯4,3⨯5,6 м. (750 тонн). З північно-західної сторони тераси вбудовано три найбільші у світі оброблених моноліти. Їх називають «Трилітон» або «Дивом трьох каменів». Ці камені мають довжину 29 м, висоту 4 м і товщину 3,6 м. Вага кожного із трьох гігантів становить від 800 до 1000 тонн. Причому, камені Трилітона так акуратно складені й так точно з'єднано один з одним, що між ними майже неможливо просунути навіть голку. На терасі височать шість найвищих на Землі колон (22 м) — залишки храму Юпітера, що досягав у довжину 90, а завширшки 50 метрів. Храм оточувала могутня колонада з 52 колон. Храм Юпітера початий у часи імператора Антоніна Пія й завершений при імператорові Нероні (37-68 роки н. е.). Вважається, що при зведенні цих циклопічних кам'яних споруд застосований «азійський спосіб виробництва», коли тисячі людей, обліпивши, як мурахи, гігантські кам'яні блоки, тесали й тягли їх за десятки верст. Каменярня знаходиться приблизно за 1 км від Баальбекської тераси. У цій каменоломні знаходиться найбільший у світі оброблений камінь — так званий «Південний камінь» — велетенська кам'яна брила, розмірами 23⨯5,3⨯4,55 м (1000 тонн) вирубана звичайними зубилами. Технологія за якою пересували і піднімали такі камені, виготовлені ще в до римські часи, невідома (найімовірніша — технологія «земляного насипу»). За розрахунками для переміщення «Південного каменю» потрібні були б спільні зусилля від 40 до 60 тисяч людей.
Баальбекська тераса — частина грандіозного храмового ансамблю, що складався з пропілеїв, багато прикрашених різьбленням дворів (в одному з них відкриті залишки великої будівлі вівтаря), Великого храму (т. зв. храму Юпітера), що добре збереглися Малого храму (т. зв. храм Вакха або Меркурія) та круглого храму (т. зв. храм Венери) з 4 — колонним портиком. У XIII століття е територія ансамблю була перетворена в фортеця (збереглися залишки стін, веж). На схід від пропілеїв — руїни Великої мечеті і мінарета.
Храм Юс є абсолютно неймовірна, навіть з точки зору сучасної цивілізації, споруда: Основа храму Юпітера складається з кам'яних блоків. У південно-східній стіні заснування храму їх дев'ять рядів. Кожен блок розміром приблизно 33⨯х44⨯10 футів (11⨯4,6⨯3,3 м) важить більше 300 тонн. На тому ж рівні у пов'язаної південно-західній стіні ще шість 300-тонних каменів, поверх яких лежать три колосальних мегалітичних блоку, іменованих Трилітон, або Чудо трьох каменів. Три блоки Трилітону утворюють шостий видимий ряд кладки стіни. Кожен з цих неймовірно величезних каменів досягає в довжину в середньому 64 фути (21,3 м), у висоту 14 футів 6 дюймів (4,8 м) і в ширину 12 футів (4 м). Важать вони по 800 тонн кожний. Мішель Алуф, колишній охоронець Баальбека, писав: «… Незважаючи на свої грандіозні розміри, вони (камені Трилітону) так акуратно складені й настільки точно з'єднані один з одним, що між ними майже неможливо просунути навіть голку. Ніякий опис не може дати скільки-небудь точне уявлення про те приголомшливому враження, яке справляє на спостерігача вигляд цих гігантських блоків».
Про величезні масштаби Трилітону можна судити за величиною трохи більшого блоку, відомого під назвою «Південний камінь» — він лежить неподалік у кар'єрі, за десять хвилин ходьби в південно-західному напрямку. Розміри цієї кам'яної брили — 69 футів (23 м) в довжину, 16 футів (5,3 м) в ширину і 13 футів 10 дюймів (4,55 м) у висоту. Важить вона приблизно 1000 тонн — стільки ж, скільки важать три «Боїнги-747» (Алан Ф. Елфорд, «Боги нового тисячоліття» (Alan F. Alford, «Gods of the New Millennium»)).